# 廖为明
廖为明（1963年—），江西南康人，中华人民共和国政治人物。

## 生平
早年毕业于江西农业大学、东北林业大学，后留学日本国立歧阜大学。伺候担任江西农业大学园林与艺术学院院长。2011年2月21日，聘任为江西农业大学副校长。同年3月5日15时，他酒后驾驶至江西财经大学，撞死2人，4人受伤。法院一审判处交通肇事罪判刑三年，二审改判有期徒刑三年缓刑三年。2012年1月，廖为明的江西农业大学副校长职位被解聘。
|                                | 关于廖为明所提要求改判缓刑的上诉请求，南昌市中级人民法院认为，廖为明具有自首和积极赔偿、取得谅解的法定、酌定从轻处罚情节，并且廖为明系我国农业领域高科技应用型人才，法院根据廖为明的犯罪情节和悔罪表示，认为对其适用缓刑更为适宜，故对其上诉请求，予以支持。 |
| ——南昌市中级人民法院二审判决书 | |